# Combovin
 Combovin  là một xã thuộc tỉnh Drôme trong vùng Auvergne-Rhône-Alpes đông nam nước Pháp. Xã Combovin nằm ở khu vực có độ cao trung bình 362 mét trên mực nước biển.